# Glinianka (dopływ Odry)
Glinianka (do 1945 r. niem. Angstbeek) – strumień w północno-zachodniej Polsce, w województwie zachodniopomorskim, w granicach administracyjnych Szczecina. Posiada długość ok. 5,5 km.
Źródła Glinianki znajdują się na podmokłych terenach położonych w środkowej części osiedla Bukowo.
Strumień wypływa z obniżenia terenu położonego na wschód od ulicy Kombatantów, a po przekroczeniu Szosy Polskiej przyjmuje dwa niewielkie cieki i zmienia bieg ze wschodniego na południowo-wschodni. Następnie przyjmuje wody strugi odwadniającej Górny Staw, a po przekroczeniu ul. Nehringa przed przegradzającą koryto groblą tworzy niewielki zbiornik wodny. Ponownie zmienia bieg na południowy, opływa od wschodu Leśne Wzgórze, a od zachodu Zielone Wzgórze, u którego podnóża przyjmuje swój największy dopływ, którym jest Osiniec. Po przepłynięciu pod ulica Koszalińską strumień wpływa do podziemnego kanału, którym dopływa do ujścia do Odry.